# Старобельское викариатство
Старобе́льское викариа́тство — викариатство Харьковской и Ахтырской епархии Русской православной церкви с центром в Старобельске Харьковской губернии.

## История
Было учреждено 14 мая 1916 года, во время Первой мировой войны, как викариатство Харьковской и Ахтырской епархии Русской Православной Церкви для облегчения управления епархией. Это второе по времени открытия викариатство епархии (Сумское было учреждено в 1866, Волчанское — в 1918 году).
Епископы назначались и утверждались сначала Святейшим Синодом (в Российской Империи и республике), затем ВЦУ Украины, затем ВЦУ Юга России, затем Патриархом Московским и Всея Руси. (Местоблюстителя Патриаршего престола епископ Старобельский не признал.)
В 1926 году Экзарх Украины Михаил (Ермаков) запретил в священнослужении епископа Павла (Кратирова), который отказался признать митрополита Петра (Полянского) Патриаршим Местоблюстителем, а митрополита Сергия (Страгородского) — его заместителем.
Окончательный разрыв епископа Старобельского с митрополитом Сергием Страгородским произошёл в апреле 1928 года: епископ Павел был принят в молитвенное общение «иосифлянским» епископом Димитрием (Любимовым) и руководил «непоминающими» приходами Харьковской епархии до ареста в 1931 году.
Само викариатство формально продолжало существовать до 1931 года, но его епископ вышел из-под омофора каноничной Русской Православной Церкви и уже не подчинялся владыке Харьковскому и Ахтырскому, «уведя» с собой часть приходов.
Других каноничных назначений на данную кафедру после «непоминавшего» Павла (Кратирова) не последовало.
Луганская епархия РПЦ стала самостоятельной в 1944 году, после того, как Старобельское викариатство пресеклось; преемственность не наблюдается.

### Архиереи
- Феодор (Лебедев) (14 мая 1916 — 16 октября 1917)
- Неофит (Следников) (16 октября 1917 — 29 ноября 1918; с 30 мая 1918 года управлял всей Харьковской епархией)
- Феодор (Лебедев) (1919, ранее сентября[1] — конец декабря 1919[2] либо январь 1920;[1] назначен ВЦУ Юга России)
- Павел (Кратиров) (19 февраля — 28 августа 1922)
- Петр (Киреев) (1922)
- Димитрий (Галицкий) (25 марта 1923 — ок. 1924)[3]
- Павел (Кратиров) (1924/25 — 1926/апрель 1928)

## Обновленческое викариатство
Старобельское викариатство неканоничной обновленческой Харьковской епархии было создано в 1922 году и просуществовало до 1928 года.
Существовало параллельно с одноимённым каноничным православным викариатством РПЦ.

### «Архиереи»
- Александр (Мигулин) (22 ноября 1922—1923)
- Мелетий (Фомин) (1924 — ноябрь 1928)